# Bibendum

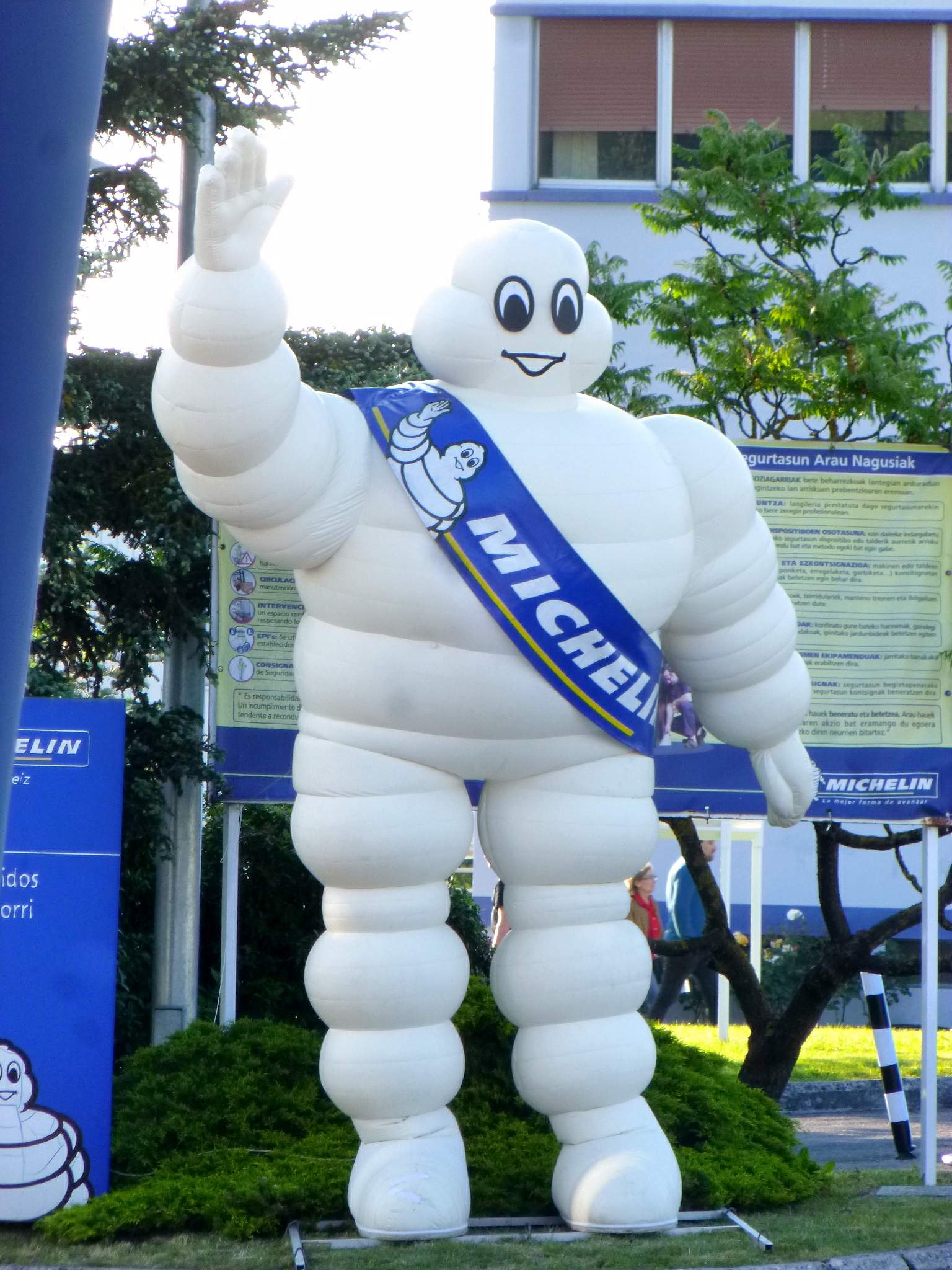
Bibendum.

Bibendum, también conocido como el Hombre Michelin, es la mascota y símbolo de la empresa de neumáticos Michelin. Se creó en 1898, representando una pila de neumáticos.

## Historia de Bibendum

### Génesis
En 1894, la empresa de neumáticos Michelin estuvo presente en la Exposición Universal y colonial de Lyon. Allí se colocó una pila de neumáticos en la entrada del puesto. Después de observarlo, Édouard Michelin le dijo a su hermano André: "¡Mira, con brazos, sería un hombre!" (Regarde, avec des bras, cela ferait un bonhomme!).
Cuatro años más tarde, André conoce al diseñador francés Marius Rossillon, popularmente conocido como O'Galop. Este le mostró un trabajo que había realizado para una cervecería de Múnich (la cual lo rechazó). El cartel muestra un hombre sosteniendo un gran vaso de cerveza bajo la frase "Nunc est bibendum" (Ahora es el momento de beber). André sugirió a O'Galop que sustituyera al hombre por un individuo hecho de neumáticos. Así nació el famoso personaje representativo de la marca Michelin. Un bosquejo fue lanzado en abril de 1898; una gran figura hecha de neumáticos sostiene un vaso lleno de cristales rotos y clavos. Junto a él vemos a los otros invitados que se "desinflan". Al lema "Nunc est bibendum", le acompaña un "A su salud" (A votre santé) "Los neumáticos Michelin se tragan los obstáculos" (Le pneu Michelin boit l'obstacle!). Michelin utilizará este cartel durante quince años lanzando diferentes versiones.

### Bibendum como símbolo

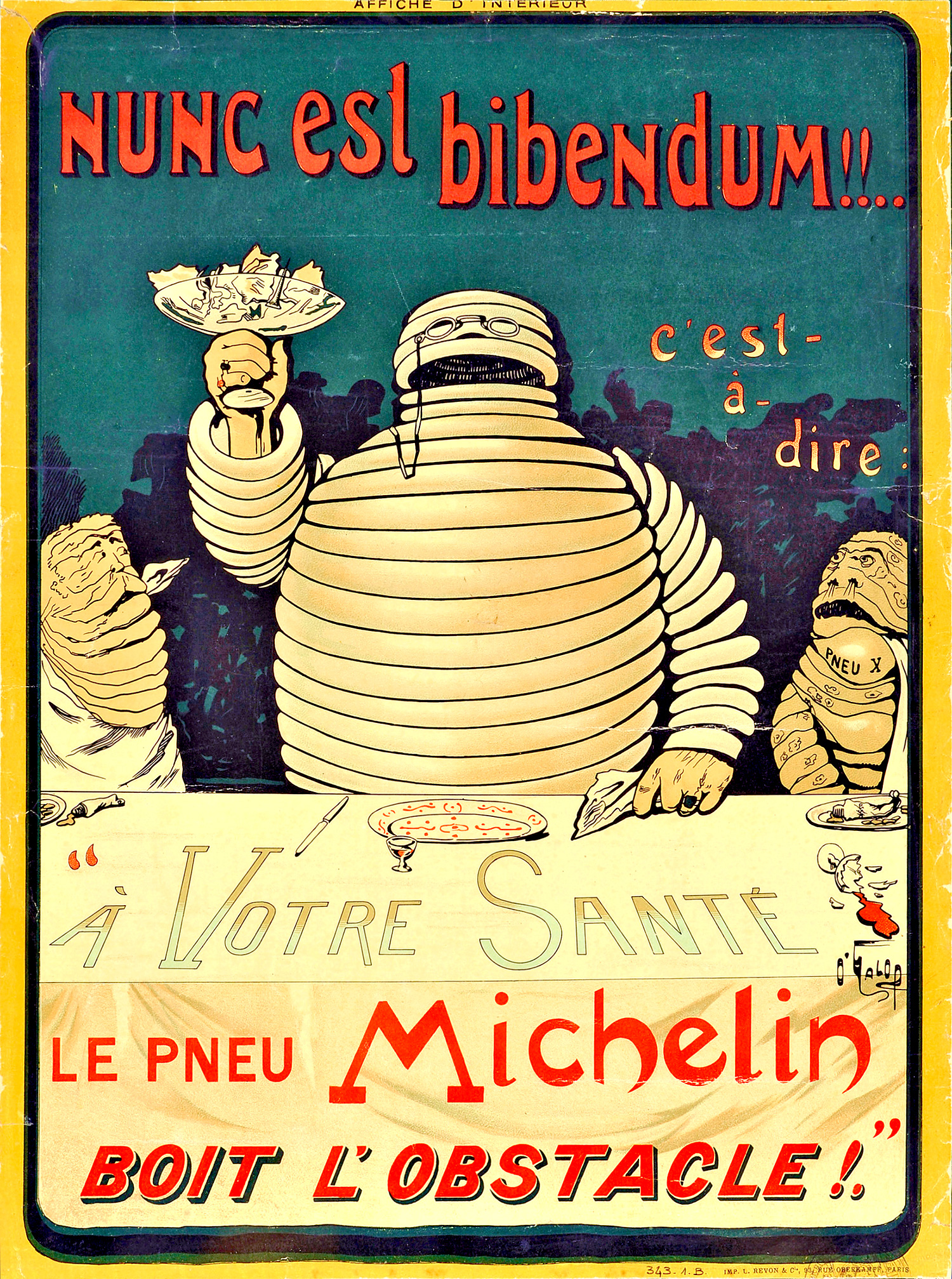
Primer cartel de Bibendum creado por O'Galop en 1898.

Desde este momento, Michelin y O'Galop comenzarían una larga y fructífera colaboración, siendo el primer cartel publicado en la prensa en 1899. Poco a poco, con el apoyo de una serie de carteles entre 1901 y 1913, la popularidad de Bibendum comenzó a crecer y llegó a ser adoptado como la marca publicitaria de los neumáticos franceses.
En esos inicios, Bibendum es representado con gafas y con un puro en la boca. También solía aparecer con un cuchillo sobre sus competidores ensangrentados, pero este enfoque se dejó de lado rápidamente desarrollando una publicidad más pacífica. Subido en vehículos publicitarios, Bibendum hace presencia en circuitos automovilísticos, en el Tour de Francia y en los desfiles de carnaval en Niza y París.
A finales de la década de 1900, el muñeco empieza a estar presente en todo tipo de acontecimientos deportivos. En 1908, se creó una oficina de turismo y Bibendum se hace omnipresente en la prensa y en diversas obras publicadas (guías, mapas, rutas, folletos, postales...). Todo ello hizo que su imagen comenzara a estar presente más allá de Francia. En 1927, se le podía ver en talleres, en los coches, en los hogares y en forma de chocolate para los niños. Sin embargo, en 1930, la compañía frenó este crecimiento, y limitó el uso de Bibendum a los mapas y guías de viaje. Durante la década de 1960, Bibendum dejó de fumar su cigarro y perdió peso.

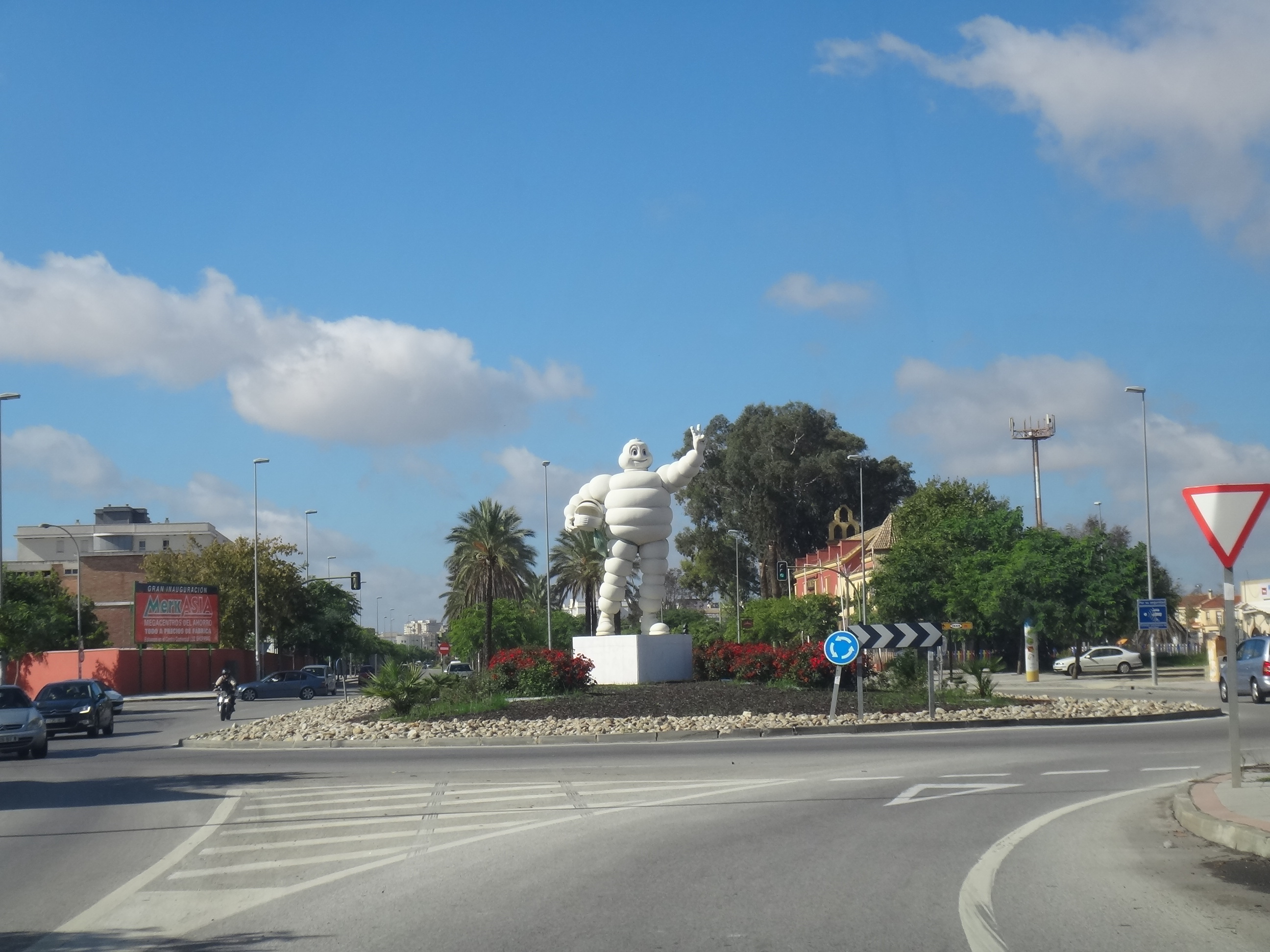
Monumento en Jerez de la Frontera

### Embajador de Michelin
El aspecto de Bibendum fue cambiando drásticamente a lo largo del tiempo sufriendo una verdadera metamorfosis. A partir de 1963, y a lo largo de la década de 1970, Michelin organizó juegos de playa con animadores disfrazados de Bibendum. Bibendum siguió siendo el embajador ideal para promover neumáticos, mapas de carreteras, guías turísticas o las guías de hoteles por todo el mundo.
Para celebrar el centenario de su ilustre mascota, un nuevo logotipo fue presentado en 1998 bajo la dirección de Edouard Michelin. El hombre michelin ha perdido parte de sus curvas y su silueta es ahora más delgada. En 2000, Bibendum fue nombrado el mejor logo de siglo por un jurado internacional.
El centenario de 1998 también vio la creación de la Michelin Challenge Bibendum, que se celebra cada año desde entonces (a excepción de 1999). A partir de 2009, se desarrollaron anuncios de televisión animados con el protagonismo de Bibendum.

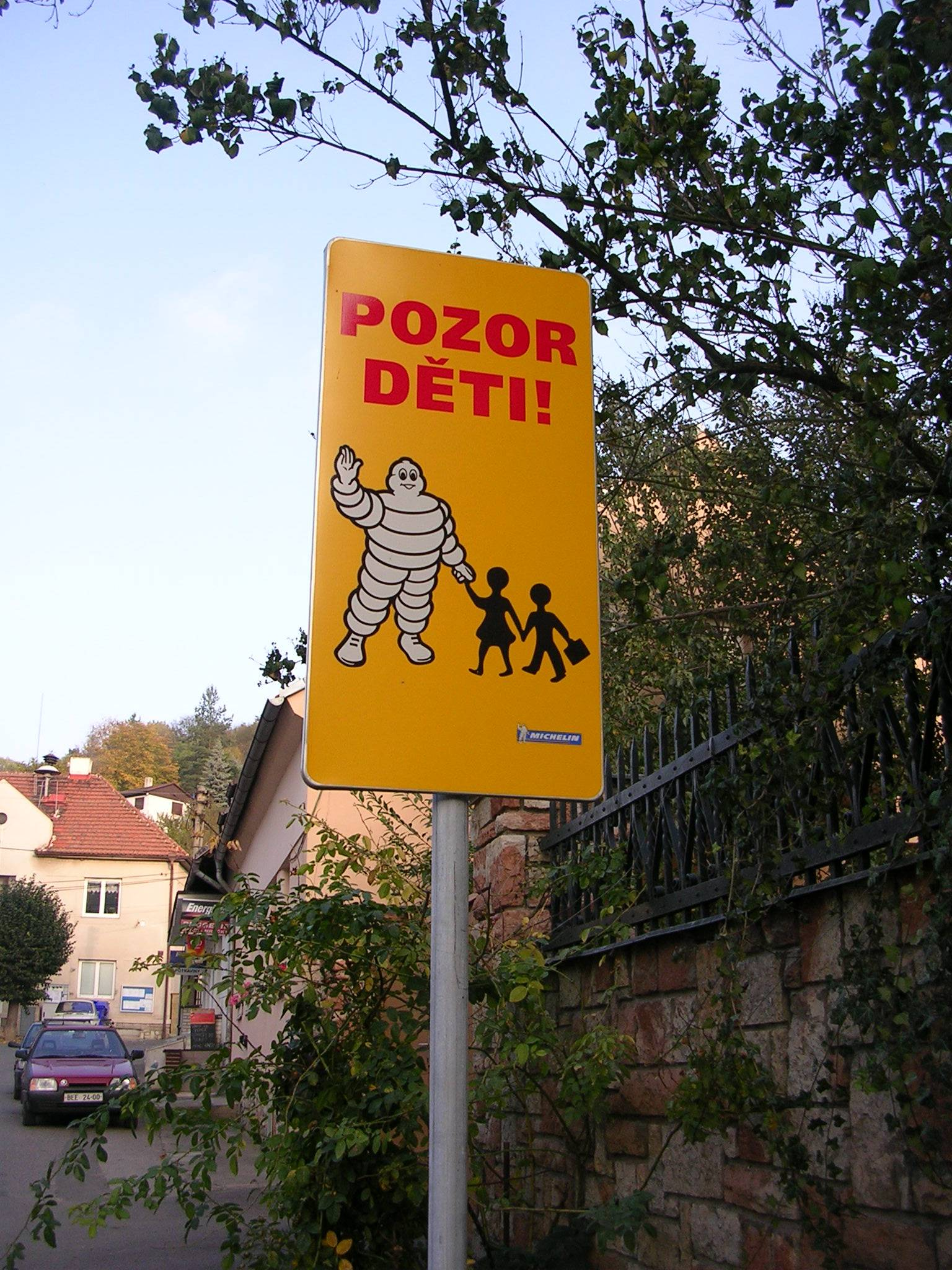
Bibendum en una señal en la República Checa

- Bibendum hizo una breve aparición en la serie Astérix, como un comerciante de carros (en la versión original en francés, se utilizó a la mascota del guerrero galo de la empresa Antar.)

- La banda francesa de ska Tryo, compuso una canción sobre Bibendum en su álbum Grain De Sable. 'Monsieur Bibendum, il est vraiment énorme / Monsieur Bibendum, le bonheur en personne' (Señor Bibendum, es realmente enorme, Señor Bibendum; la felicidad en persona').

- En Logorama, animación ganadora de un Oscar en el año 2010, el muñeco de Bibendum encarna a los policías, al sheriff y a un escuadrón de SWAT que luchan para capturar a un violento criminal representado por Ronald McDonald.

## Español
En España la mascota Bibendum ha provocado que se use el término de la marca, «michelín», como sinónimo para lorza: pliegue de gordura que se forma en alguna parte del cuerpo, especialmente en la cintura.